# Zam (Burkina Faso)
Zam è un dipartimento del Burkina Faso classificato come comune, situato nella Provincia di Ganzourgou, facente parte della Regione dell'Altopiano Centrale.
Il dipartimento si compone del capoluogo e di altri 34 villaggi: Amdalaye, Boulgou, Damigoghin, Damongto, Dassimpouigo, Dawaka, Gandeongo, Ipala, Kieglesse, Komgnesse, Koratinga, Koratinga-Peulh, Kougri, Kroumweogo, Lallé, Nabmalgma, Nahoutinga, Nangbangdré, Pissi, Pousghin, Rapadama-Peulh, Rapadama T, Sambtinga, Song-Naaba, Talembika, Toghin, Toyoko, Waltinga, Wayen-Rapadama, Wayen-Zam, Weotinga, Yagma, Yarghin e Yorgho.